# 바리아 (영화)
바리아(Baaria - La Porta Del Vento)는 프랑스에서 제작된 쥬세페 토르나토레 감독의 2009년 코미디 영화이다. 모니카 벨루치 등이 주연으로 출연하였고 타락 벤 엠마 등이 제작에 참여하였다.

## 출연

### 주연
- 모니카 벨루치
- 라울 보바

### 조연
- 안젤라 몰리나
- 엔리코 로 베르소
- 로라 치아티
- 루이지 로 카시오
- 니콜 그리마우도
- 지셀라 마렝고
- 파올로 브리구그리아
- 가브리엘 라비아
- 베프 피오렐로
- 알도
- 리나 사스트리
- 레오 굴로타
- 니노 프라치카
- 프란체스코 슈아나
- 미셸 루소
- 가에타노 브루노